# Désiré Bastin
Désiré Bastin (Anversa, 4 marzo 1900 – 18 aprile 1971) è stato un calciatore belga, di ruolo centrocampista.

## Palmarès

### Club
- Campionato belga: 2

Anversa: 1928-1929, 1930-1931

### Nazionale
- Oro olimpico: 1

Anversa 1920